# Hieronim Władysław Kieniewicz
Hieronim Władysław Kieniewicz (ur. 6 września 1834 w Metzu, zm. 6 czerwca 1864 w Kazaniu) – członek władz powstania styczniowego, inżynier.

## Zarys biografii
W 1853 ukończył Szkołę Centralną Sztuk i Rzemiosł (École Centrale des Arts et Manufactures) w Paryżu. W 1857 zaangażowany przez spółkę akcyjną budującą linie kolejowe w Rosji. W 1860 został inżynierem naczelnym linii saratowskiej. W Petersburgu nawiązał kontakt z Kołem Oficerów Zygmunta Sierakowskiego.
22 stycznia 1863 znalazł się w Wilnie, gdzie przedstawił komitetowi stronnictwa białych plan wywołania dywersji rewolucyjnej w głębi Rosji. Uzyskał na ten cel 15 tysięcy rubli. Wyjechał do Sankt Petersburga i Moskwy. Na początku maja przybył do Wilna i zdał sprawę ze swojej działalności Wydziałowi Prowincjonalnemu Litwy, który delegował go jako przedstawiciela Litwy przy Rządzie Narodowym. Wyprawiony do Paryża z 25 tysiącami rubli, przeznaczonymi na zakup broni, i z pismem nominacyjnym Władysława Czartoryskiego na agenta dyplomatycznego Rządu Narodowego.
5 czerwca aresztowany przez policję rosyjską na granicy Królestwa Polskiego, przewieziony do Kazania, gdzie prowadzono śledztwo w sprawie wykrytej organizacji rewolucyjnej. Śledztwo nadzorował osobiście cesarz Rosji Aleksander II Romanow. Skazany na karę śmierci, został rozstrzelany w Kazaniu 6 czerwca 1864.